# Yigoga nachadira
Yigoga nachadira är en fjärilsart som beskrevs av Brandt 1941. Yigoga nachadira ingår i släktet Yigoga och familjen nattflyn. Inga underarter finns listade i Catalogue of Life.